# Eupithecia absinthiata
Eupithecia absinthiata là một loài bướm đêm thuộc họ Geometridae. Nó là một loài phổ biến khắp vùng Palearctic và Cận Đông cũng như Bắc Mỹ.
Sải cánh dài 21–23 mm và cánh trước màu nâu với hai đốm đen. Cánh sau màu nâu xám. Mùa bay của nó là ban đêm trong tháng 6 và tháng 7  và nó bị ánh đèn thu hút.

## Hình ảnh

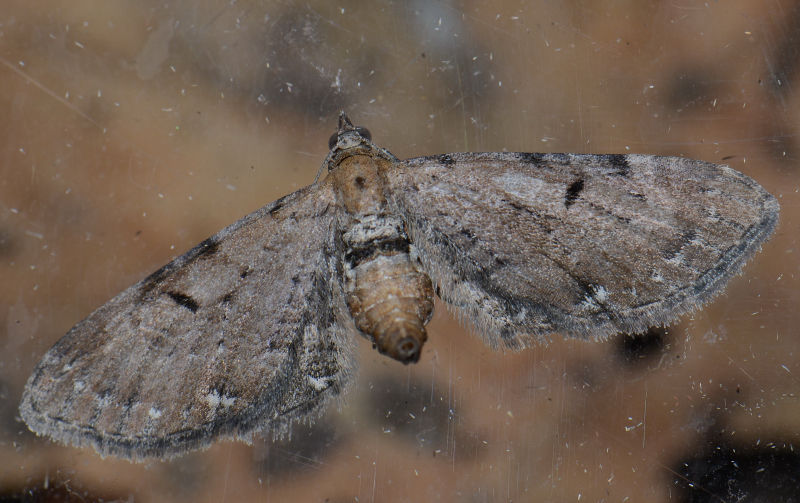
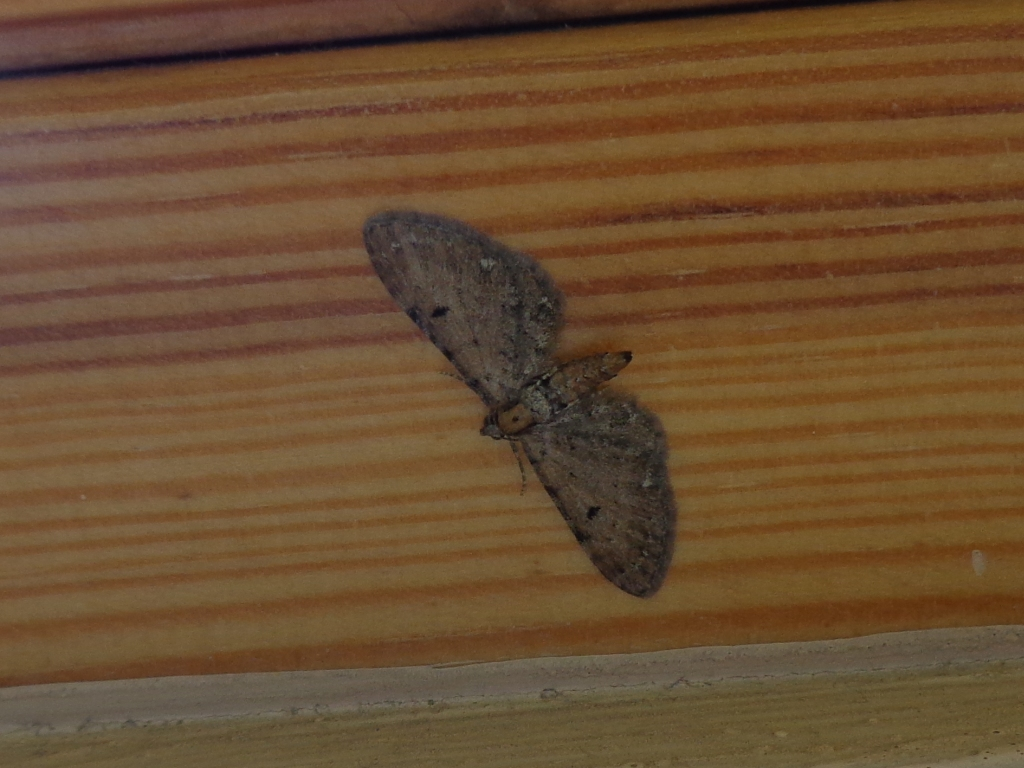
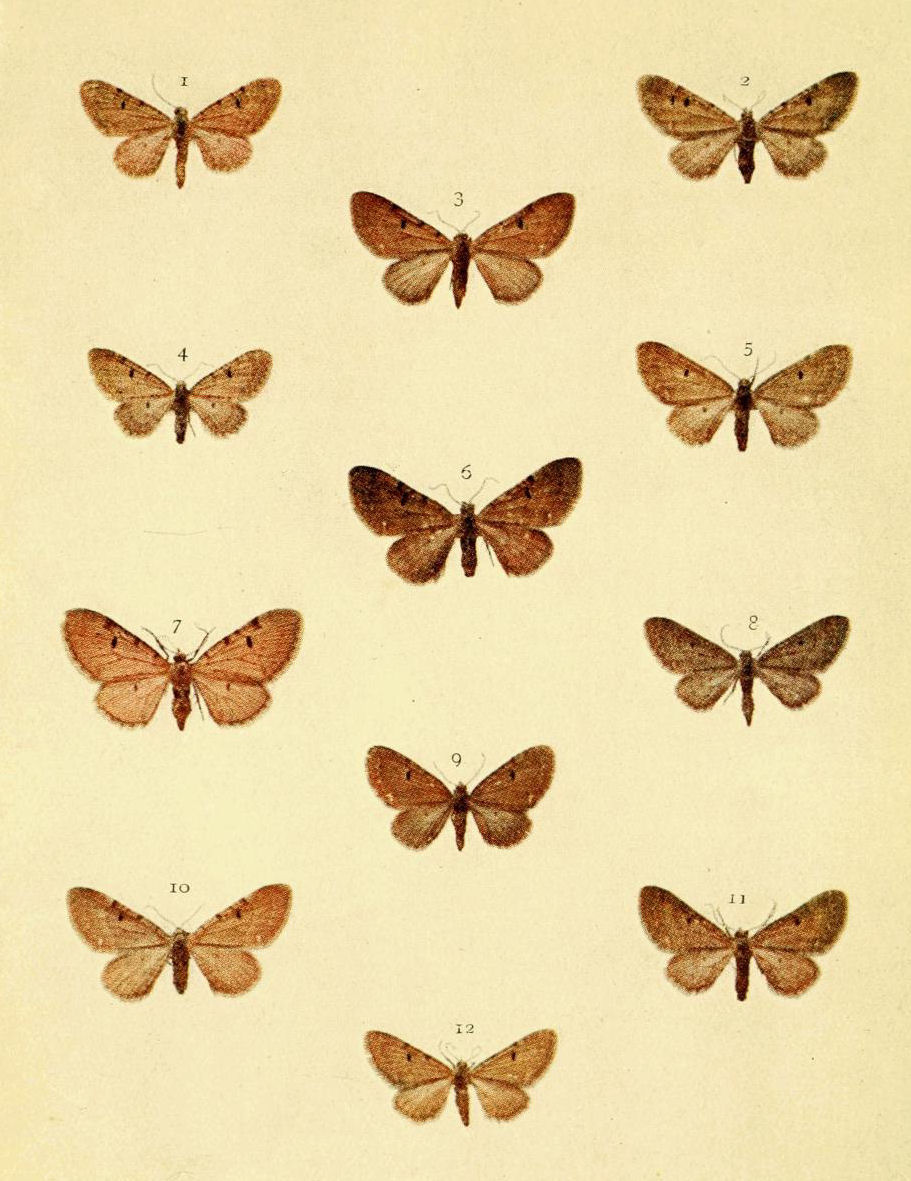

## Cây chủ ghi nhận được
- Achillea
- Aconitum
- Artemisia
- Aster
- Calluna - Heather
- Cirsium - Creeping Thistle
- Erica
- Eupatorium
- Pimpinella - Burnet-saxifrage
- Senecio
- Solidago - Goldenrod
- Tanacetum
- Tripleurospermum - Mayweed